# Capoeta capoeta sevangi
Capoeta capoeta sevangi is een ondersoort van de straalvinnige vissen uit de familie van de eigenlijke karpers (Cyprinidae). De wetenschappelijke naam van de soort is voor het eerst geldig gepubliceerd in 1865 door De Filippi.